# Walter Vögeli
Walter Vögeli (* 18. August 1929 in Winterthur; † 29. Januar 2009 in Bern) war ein Schweizer Plastiker und Maler.

## Leben und Werk
Walter Vögeli wuchs in Winterthur auf und besuchte von 1949 bis 1951 die Kunstgewerbeschule Zürich und die Kunstgewerbeschule Luzern.

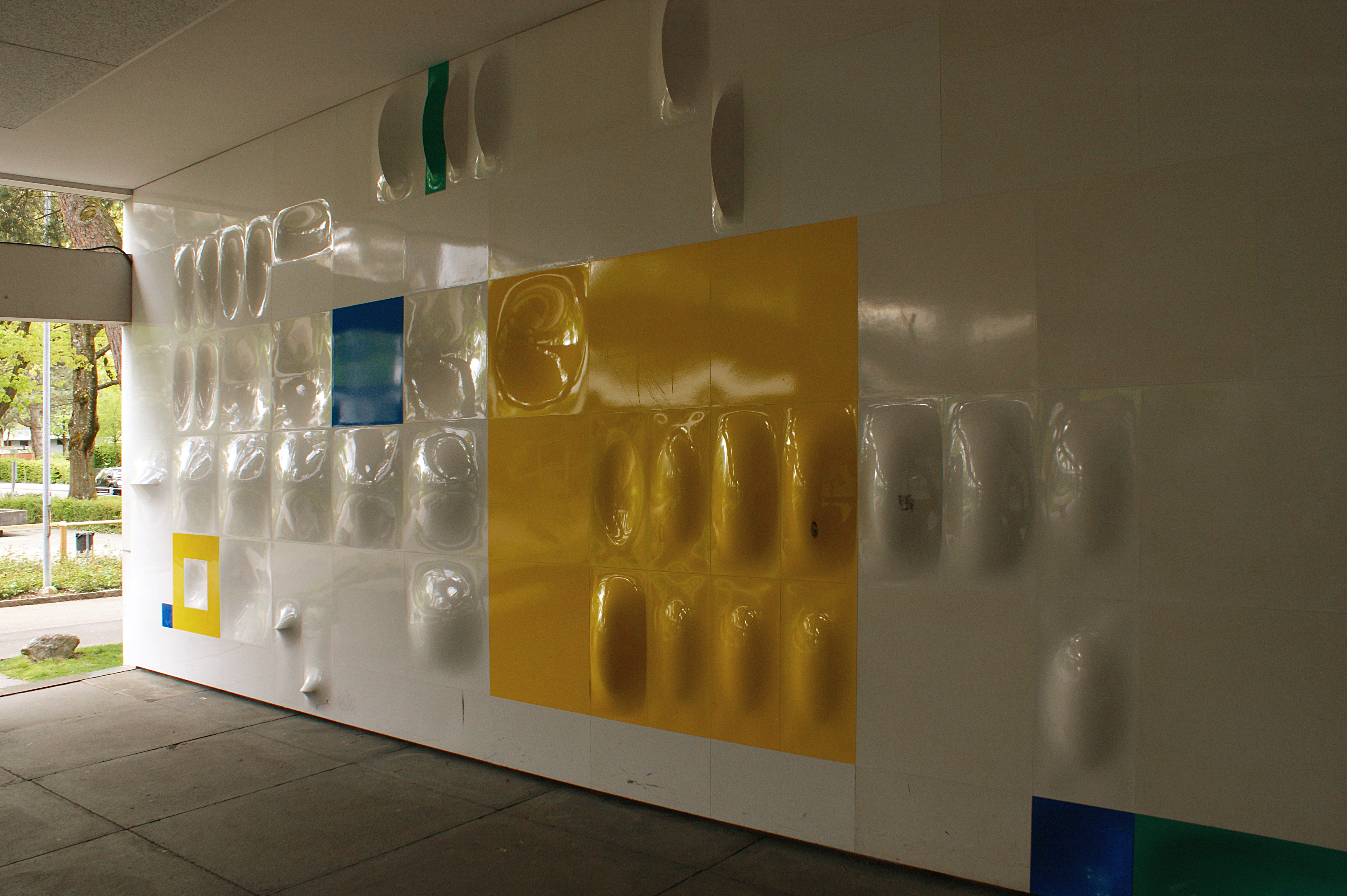
Wandplastik aus 101 Elementen. 1969

Nach einem Aufenthalt in Paris lebte er ab 1952 in Bern, wo er ein Mitbegründer der Galerie 33 war. In der Folge prägte er die Berner Kunstszene. Seine Malerei war stark vom Tachismus beeinflusst. 1955 wandte er sich der Eisenplastik zu.
Vögeli erhielt 1955 und 1956 ein Louise-Aeschlimann-Stipendium sowie 1957, 1958 und 1959 ein Eidgenössisches Kunststipendium. 1960 und 1961 erhielt er ein Kiefer-Hablitzel-Stipendium.
Im Rahmen des Projekts «Weg der Schweiz» für die Landesausstellung 1964 in Lausanne machte Vögeli erste Erfahrungen mit Kunststoff-Abguss-Verfahren. In der Folge arbeitete er als einer der ersten Künstler in der Schweiz ausschliesslich mit synthetischen Materialien wie Polyester und Epoxydharze als Mittel der künstlerischen Gestaltung. In den 1960er-Jahren erfand Vögeli das sogenannte Polymodul, ein Baukastensystem aus verschiedenfarbigen quadratischen oder rechteckigen Positiv-Negativ-Strukturelementen, das sich als variables serielles Prinzip besonders für plastische Wandgestaltungen eignet.

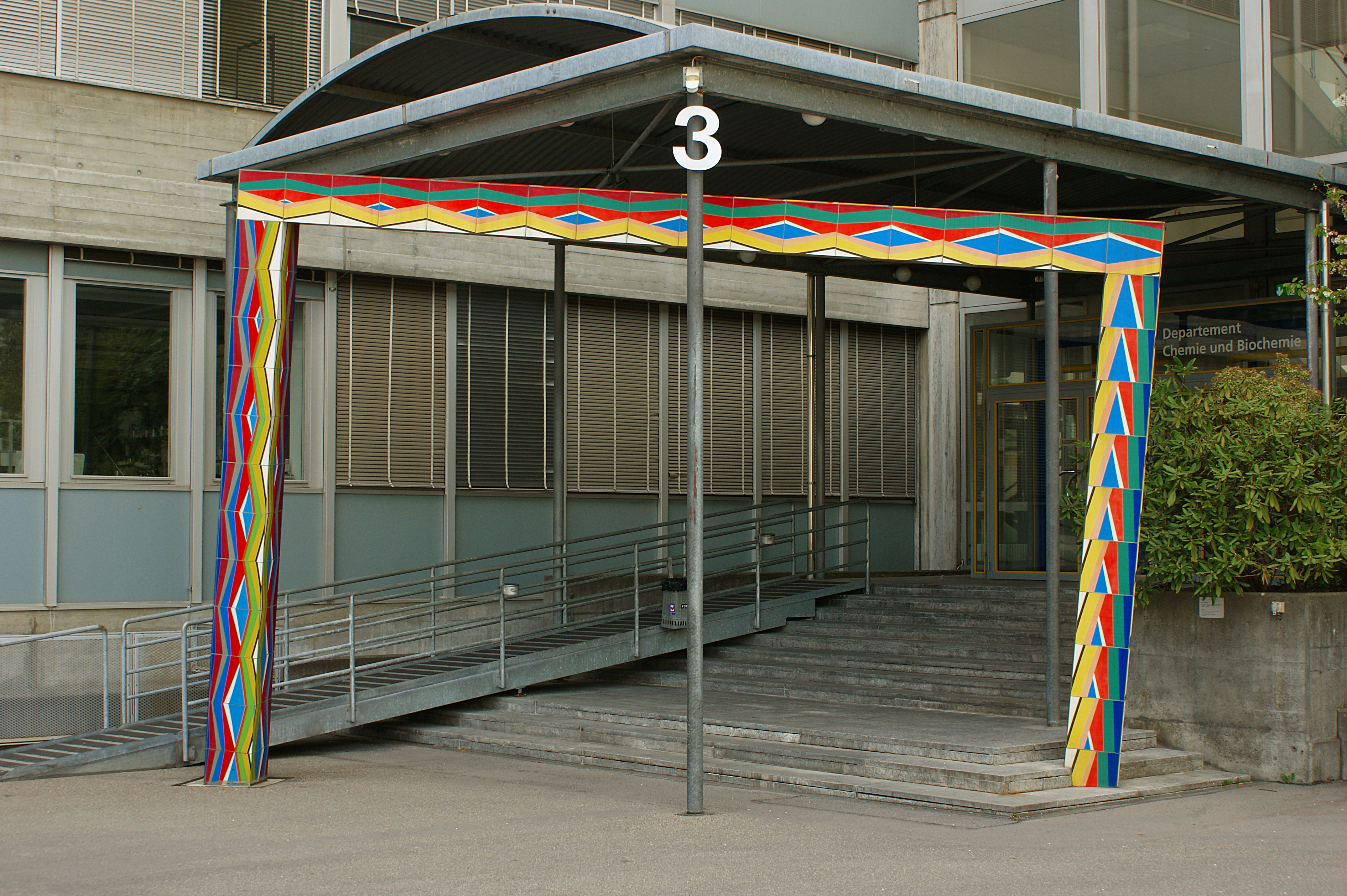
Installation Magisches Tor (Walter Vögeli ⁄ Urs von Arx 1987–1992)

In den 1960er- und 1970er-Jahren nahm Vögeli an diversen Einzel- und Gruppenausstellungen teil, so u. a. 1970 an der Biennale di Venezia.
Inspiriert von zwei Saharareisen, schuf Vögeli ab den 1970er-Jahren auch Reliefs aus Kunstharz und Quarzsand. Seit den späten 1970er-Jahren experimentierte er mit Querschnitten durch Quader und Würfel aus Kunststoff, in die er Gegenstände oder kleine Figuren aus Holz einfügte. In den 1980er-Jahren entstanden surreal anmutende Figuren aus Schrottblech und konstruktive Grossraumplastiken aus scharfkantigen Chromstahlprismen. Die polychromen Querschnitte aufgesägter Kunststeinkuben wurden in friesartigen Bildfolgen aufgereiht und in den 1990er-Jahren mittels Lasertechnik auch auf Papier übertragen.
Seine Werke stellte Vögeli in zahlreichen Gruppenausstellungen aus, so in der Kunsthalle Bern, im Kunstmuseum Bern, Kunstmuseum Winterthur, Kunstmuseum Luzern und im Kunsthaus Zürich.

## Werke
- Trojanisches Pferd, 1977, in Bolligen